# Pico do Monte Negro
Der Pico do Monte Negro ist die höchste Erhebung im brasilianischen Bundesstaat Rio Grande do Sul. Der Berg erreicht eine Höhe von 1410 m, nach einigen Quellen 1398 m oder 1403 m. Er liegt auf dem Gemeindegebiet von São José dos Ausentes.

## Geographie
Der Berg liegt an der nördlichen Grenze zum Bundesstaat Santa Catarina in der Serra Geral im Nationalpark Aparados da Serra.